# Fiodor Eichmans
Fiodor Iwanowicz Eichmans (ros. Фёдор Иванович Эйхманс; ur. 25 kwietnia 1897, zm. 3 września 1938 w miejscu egzekucji Kommunarka pod Moskwą) – major bezpieczeństwa państwowego, pierwszy naczelnik obozu koncentracyjnego OGPU SŁON na Wyspach Sołowieckich (Sołowieckij Łagier Osobowogo Naznaczenia – Sołowowiecki Obóz Specjalnego Przeznaczenia od 1923 do 1929, Naczelnik Zarządu Gułagu - centralnego zarządu komunistycznych obozów koncentracyjnych w okresie od 25 kwietnia do 16 czerwca 1930.

## Życiorys
Urodził się w powiecie Kuldīga w guberni kurlandzkiej w rodzinie łotewskiej z niemieckimi korzeniami, której przodkowie trzy pokolenia wcześniej przybyli na Łotwę z Prus Wschodnich.
W wieku 14 lat pracował w drukarni jako chłopiec na posyłki, następnie jako pracownik sklepu „Miur i Meriliz” w Moskwie. Ukończył Ryski Uniwersytet Techniczny i szkołę wojskową w Rydze w 1916 roku. W czasie pierwszej wojny światowej walczył w składzie strzelców łotewskich w armii rosyjskiej przeciwko armii niemieckiej. Po odniesieniu ran został wiosną 1917 roku zdemobilizowany. Pracował jako ślusarz w Piotrogrodzie w jednej w piotrogrodzkich fabryk.
W 1917 roku wstąpił do partii bolszewickiej (SDPRR(b)). Od 1918 współpracownik Czeka w Piotrogrodzie.
Był w osobistej ochronie Lwa Trockiego będąc komendantem pancernego pociągu Lwa Trockiego, z którego Trocki, przywódca komunistycznej Armii Czerwonej, dowodził wojskami komunistycznymi w czasie wojny domowej w Rosji. Do 1923 roku zajmował wyższe funkcje w Czeka-GPU w republikach Azji Środkowej w czasie komunistycznego podboju tych terenów.
Od 13 października 1923 – naczelnik największego w latach 20. sowieckiego obozu koncentracyjnego Sołowieckiego Obozu Specjalnego Przeznaczenia (SŁON) założonego z inicjatywy Józefa Unszlichta na Wyspach Sołowieckich (Sołowkach).
Od 20 maja 1929 roku Naczelnik 3-go Wydziału Specjalnego Departamentu OGPU (kontrwywiad zagraniczny).
Od 25 kwietnia do 16 czerwca 1930 – pierwszy Naczelnik Zarządu sowieckich obozów koncentracyjnych - Gułag, które za jego czasów obejmowały następujace struktury obozów: sołowiecki, wiszerski, północny, kazachstański, dalekowschodni, syberyjski, środkowoazjatycki.
W 1930 roku organizował ekspedycję OGPU na wyspę Wajgacz na Morzu Karskim w celu poszukiwań złóż metali kolorowych i założenia tam kolejnego komunistycznego obozu pracy przymusowej.
W latach 1932–1937 w różnych departamentach NKWD zajmujących się szyframi, kryptografią i organizowaniem szyfrowanej łączności z zagranicznymi przedstawicielstwami ZSRR.
W okresie wielkiego terroru w 1937 roku został zwolniony z NKWD w ramach eliminacji ludzi Gienricha Jagody, a następnie 22 lipca 1937 aresztowany pod zarzutem „udziału w spisku w NKWD”. 3 września 1938 wyrokiem Kolegium Wojskowego Sądu Najwyższego ZSRR skazany na śmierć z zarzutu o szpiegostwo, udział w organizacji kontrrewolucyjnej i działalności terrorystycznej. Rozstrzelany tego samego dnia w miejscu egzekucji Kommunarka pod Moskwą i tam pochowany. Zrehabilitowany sądownie 25 lipca 1956 w okresie rządów Nikity Chruszczowa.